# Estação Campo Grande (CPTM)
A Estação Campo Grande foi uma estação ferroviária construída pela São Paulo Railway Company na Estrada de Ferro Santos-Jundiaí. Ela operou como uma estação de passageiros pela última vez no ano de 2001, quando pertencia a extensão operacional da "Linha D–Bege", atual Linha 10–Turquesa da CPTM. Atualmente, a estação serve como estacionamento de trens cargueiros da Malha Regional Sudeste Logística S.A. (MRS), além de atração durante o percurso do Expresso Turístico.
Após sofrer um incêndio e entrar em risco de colapso devido a 20 anos de abandono, foi restaurada pela MRS no final de 2020, a fim de servir como Centro de Controle Operacional das composições que trafegam na região a partir do ano seguinte.

## Histórico
A Estação de Campo Grande foi construída pela empresa inglesa São Paulo Railway Company entre 1862 e 1867, na Serra do Mar, devido à necessidade da companhia de extrair madeira na região de Paranapiacaba para alimentar os fornos das olarias de Ribeirão Pires e São Caetano do Sul, mais ao norte, que fabricavam principalmente tijolos e objetos de cerâmica, além da fabricação de lenha e carvão, na época do Império do Brasil. Ocasionalmente, moradores das regiões lindeiras a estação, acampavam e faziam pequeniques ao ar livre, o que iniciou o serviço de passageiros na estação.
Devido ao fato da demanda de passageiros na estação nunca ter sido alta, em relação as outras estações do ramal, nem todos os trens da Estrada de Ferro Santos-Jundiaí estacionavam nas plataformas da estação, fato que também se sucedeu após a linha ter sido repassada a Companhia Paulista de Trens Metropolitanos, que operou a estação Campo Grande e Paranapiacaba em uma extensão operacional da Linha D–Bege.
A extensão operacional da CPTM foi sendo suprimida aos poucos pela companhia, com um ou dois trens indo e voltando entre Rio Grande da Serra e Paranapiacaba, posteriormente funcionando apenas aos finais de semana. Em novembro de 2001, a estação em conjunto com a extensão operacional foi desativada para o serviço de passageiros.
Atualmente, apenas os trens de carga da MRS e o Expresso Turístico (sem obedecer parada) trafegam pela estação.

## Características
| Sigla | Estação      | Inauguração          | Plataformas | Posição    | Notas                           |
| ----- | ------------ | -------------------- | ----------- | ---------- | ------------------------------- |
| N/D   | Campo Grande | 01 de agosto de 1889 | Laterais    | Superfície | Construida pela SPR. Abandonada |

## Diagrama da estação

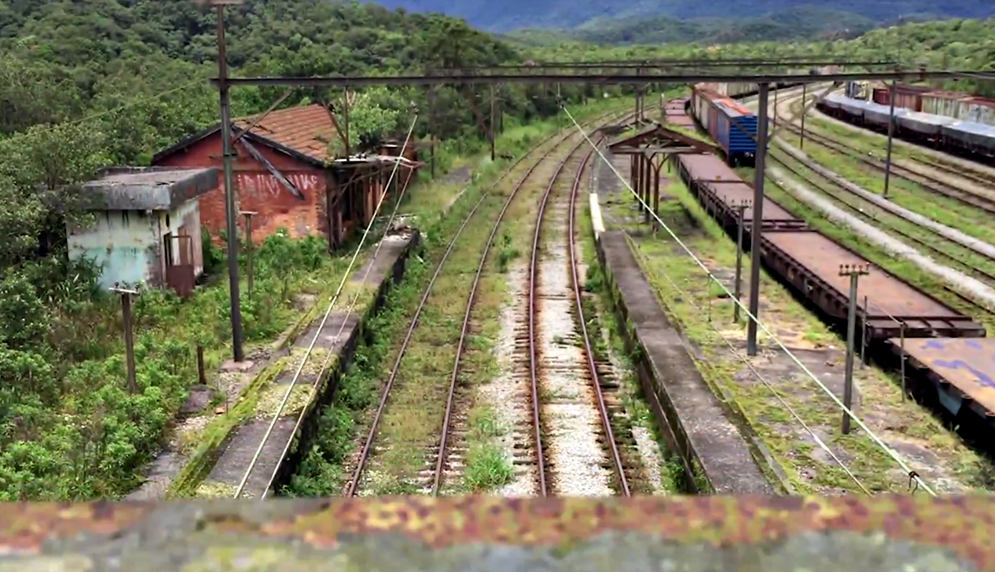
Plataforma abandonada da estação e pátio da MRS, vistos da passarela

| 1 |

|  | ↑ a ↑ |

|  | ↓ b ↓ |

| 2 |

| 1 |

|  | ↑ a ↑ |

|  | ↓ b ↓ |

| 2 |

| 1 |

|  | ↑ a ↑ |

|  | ↓ b ↓ |

| 2 |

| 1 |

|  | ↑ a ↑ |

|  | ↓ b ↓ |

| 2 |